# Таш-Ой
Таш-Ой (Таш-Уй, Таш-Йорт; баш. Таш-өй, Таш-йорт «каменный дом»), на картах Ташый — пещера в Ишимбайском районе Башкортостана, у реки Ряузяк, к северу от горы Ыласынташ и к югу массива хребта Багарязы.
В половодье река заливает пещеру — и становится возможным заплыть в пещеру на лодке; популярна среди водных туристов.

## Характеристика
Пещера карстового происхождения. Образована в светло-серых известняках франского яруса девона, пологонаклонная.
Длина пещеры — 117 м, ширина около 5,5 м, высота — 3,0 м, площадь — 496 м², объём — 1500 м³.
Имеет арочный вход шириной 11 м, высотой 7 м. Вход находится над глыбовой осыпью в основании отвесной скалы на высотой 30 м.
От входа идёт галерея простирания шириной 5—12 м, длиной 28 м.
Потолок пещеры гладко обмыт, с вертикальными каналами высотой до 12 м. Пол покрыт глиной, щебнем; на стенах встречаются кальцитовые покровы.
Температура воздуха летом — 9,5°С.

## Топонимика
Название пещеры происходит от башкирского слова таш — каменный и өй — дом, пещера.
Памятник природы. Охраняется государством (с 1965 года). ООПТ Пещера «Таш-Ой» и её окрестности. Площадь 100.0 га. Категория МСОП III, IV